# تيري بيرك
تيري بيرك (بالإنجليزية: Terry Burke)‏ هو سياسي أسترالي، ولد في 1 فبراير 1942. حزبياً، نشط في حزب العمال الأسترالي. وقد انتخب عضو الجمعية التشريعية لأستراليا الغربية.